# S/2016 J 3
S/2016 J 3 — невеликий зовнішній природний супутник Юпітера, відкритий Скоттом Шеппардом 9 березня 2016 року за допомогою 6,5-метрового телескопа Магеллана-Бааде в обсерваторії Лас-Кампанас, Гаваї. Про це було оголошено Центром малих планет через 7 років 5 січня 2023 року після того, як спостереження були зібрані протягом досить тривалого періоду часу, щоб підтвердити орбіту супутника.
S/2016 J 3 є частиною групи Карме, тісного скупчення ретроградних, нерегулярних супутників Юпітера, які рухаються по орбітах, подібних до Карме, за великими півосями між 22–24 мільйонами км, ексцентриситети орбіти між 0,2–0,3, а нахили між 163–166°. Повний оберт навколо Юпітера робить за 676,37 земних доби з нахилом орбіти 164,06°. Має діаметр близько 2 км і абсолютну величину 16,7, що робить його одним із найменших відомих супутників Юпітера.